# Богомолец, Вадим Михайлович
Вади́м Миха́йлович Богомо́лец (22 октября (3 ноября) 1878 — 19 апреля 1936) — военно-морской юрист, с 1908 года — помощник прокурора при Военно-морском суде в Севастополе, подполковник Императорского Российского флота (1914); затем в 1918 году — главный военно-морской прокурор Украинской державы, генеральный хорунжий, в 1919–1920 годах — военно-морской атташе УНР в Румынии. Автор первого украинского закона о флоте. Двоюродный брат академика Богомольца (1881—1946).

## Биография

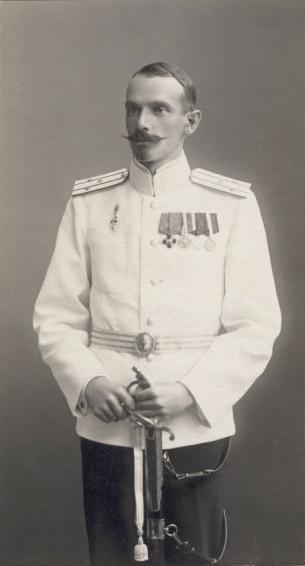
Подполковник Вадим Богомолец.
Севастополь, август 1914 года.

Родился в Санкт-Петербурге в семье акцизного чиновника, дослужившегося до чина действительного статского советника, Михаила Михайловича Богомольца и его жены, Юлии Исааковны Мироненко. Позднее Михаил Михайлович с семьей переехал в Кишинёв.
После окончания Кишиневской гимназии Вадим Богомолец поступил на юридический факультет Императорского Харьковского университета. По окончании курса обучения был оставлен на преподавательскую работу — читал студентам римское право. Однако через некоторое время решил заняться юридической практикой.
Его первым местом работы был Полтавский окружной суд. Не видя, очевидно, перспектив для служебного роста в Полтаве (был не имеющим чина младшим кандидатом на судебные должности), Вадим Богомолец переезжает в Севастополь и в 1903 году вступает в службу «по Морскому ведомству», — в судебные органы Императорского Черноморского флота. 09.06.1905 был произведен в титулярные советники.
С 28 августа 1906 года — следователь при Севастопольском военно-морском суде. С 09.06.1908 — коллежский асессор. С 24 июля 1908 года — второй помощник прокурора при Севастопольском военно-морском суде; с 09.06.1912  — надворный советник.
Летом 1912 года Вадим Богомолец был в плавании на крейсере «Кагул» (ранее назывался «Очаков» — тот самый, на котором поднял восстание лейтенант Шмидт).

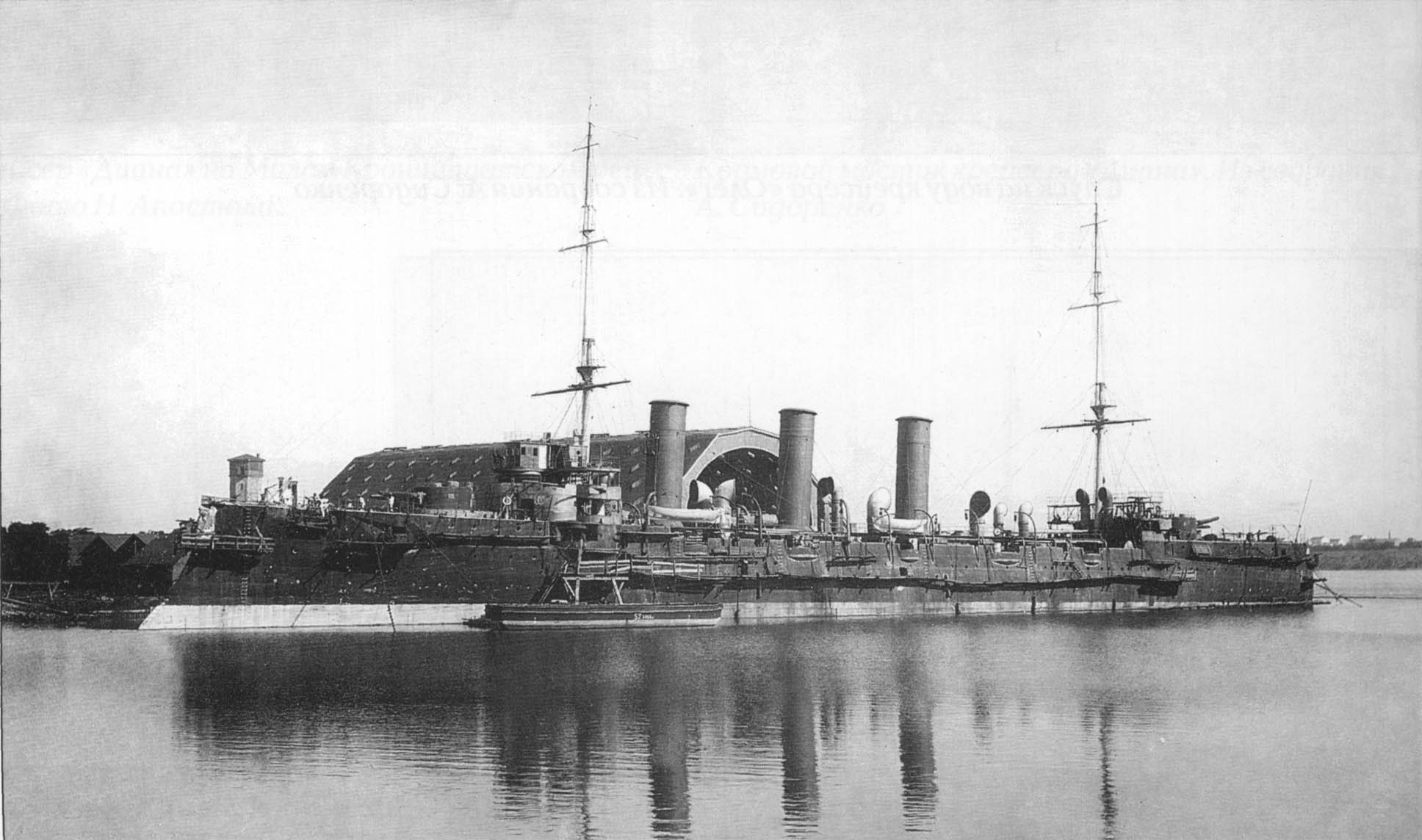
Крейсер «Очаков» («Кагул»), на котором летом 1912 года плавал Вадим Богомолец

С 1914 года Вадим Богомолец — первый помощник прокурора при Севастопольском военно-морском суде; 09.06.1914 переименован в подполковники и в этом чине и должности был до конца своей службы в дореволюционном российском флоте. Одновременно, с 1913 года, он — флагманский обер-аудитор действующего Черноморского флота.

### На службе УНР и Украинской державе
В конце 1917 года Вадим Богомолец в качестве юрисконсульта участвовал в создании украинского военно-морского министерства — Генерального секретариата по морским делам. Там же, в Секретариате, разработал «Временный закон о флоте Украинской Народной Республики» (поскольку Вадим Богомолец единственный из сотрудников ведомства имел юридическое образование, фактически он и был основным разработчиком этого закона).
«Временный закон о флоте Украинской Народной Республики», утверждённый Центральной Радой, объявлял весь военный и торговый флот бывшей Российской империи на Чёрном море «флотом УНР». И хотя он имел, в основном, декларативный характер, однако его значение заключается в легитимизации самого факта появления украинского флота (в начале 1990-х годов, когда Украина и Российская Федерация делили Черноморский флот СССР, правительство Украины опиралось на «Временный закон о флоте Украинской Народной Республики» как на исторический и юридический прецедент). Данный закон затем определял также основы военно-морской политики Украинской державы гетмана Павла Скоропадского.
При гетмане Скоропадском Вадим Богомолец служил Главным военно-морским прокурором, возглавлял Главное военно-морское управление при Морском министерстве в Киеве. Возглавлял военно-морской суд Украинской державы. Был удостоен чина генерального хорунжего.
В конце 1918 года, после свержения гетмана Скоропадского, Вадим Богомолец был отстранён от должности, а затем отправлен «в почётную ссылку» — был назначен военно-морским атташе УНР в Румынии.

### В эмиграции

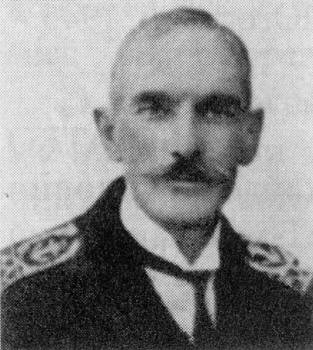
Вадим Богомолец в эмиграции (один из последних снимков).

В 1922 году, после поражения УНР, Вадим Богомолец эмигрировал в Турцию, где присоединился к организации «Комитет спасения Украины».
Организация занималась распространением в Турции информации об Украине и издательской деятельностью. В феврале 1922 года Комитет возглавлял инженер-полковник Александр Авдиясевич, а после его смерти — генерал-хорунжий Вадим Богомолец. С апреля 1922 года комитет успел выпустить шесть номеров журнала «Свободная Украина» на французском языке. Позднее жил в Париже.
Умер Вадим Михайлович Богомолец 19 апреля 1936 года. Похоронен на кладбище местечка Визен-Шалетт-сюр-Луан под Парижем.

## Награды
- Орден Святого Станислава 3-й степени (29.03.1909)[3]
- Орден Святой Анны 3-й степени (25.03.1912)[4]
- Медаль «В память 100-летия Отечественной войны 1812 года» (1912)[5]
- Медаль «В память 300-летия царствования Дома Романовых» (1913)[5]
- Медаль «В память 200-летия морского сражения при Гангуте» (1915)[5]
- Орден Святого Станислава 2-й степени (1915)[5]
- Орден Святой Анны 2-й степени (10.04.1916)[5]

## Семья, родные

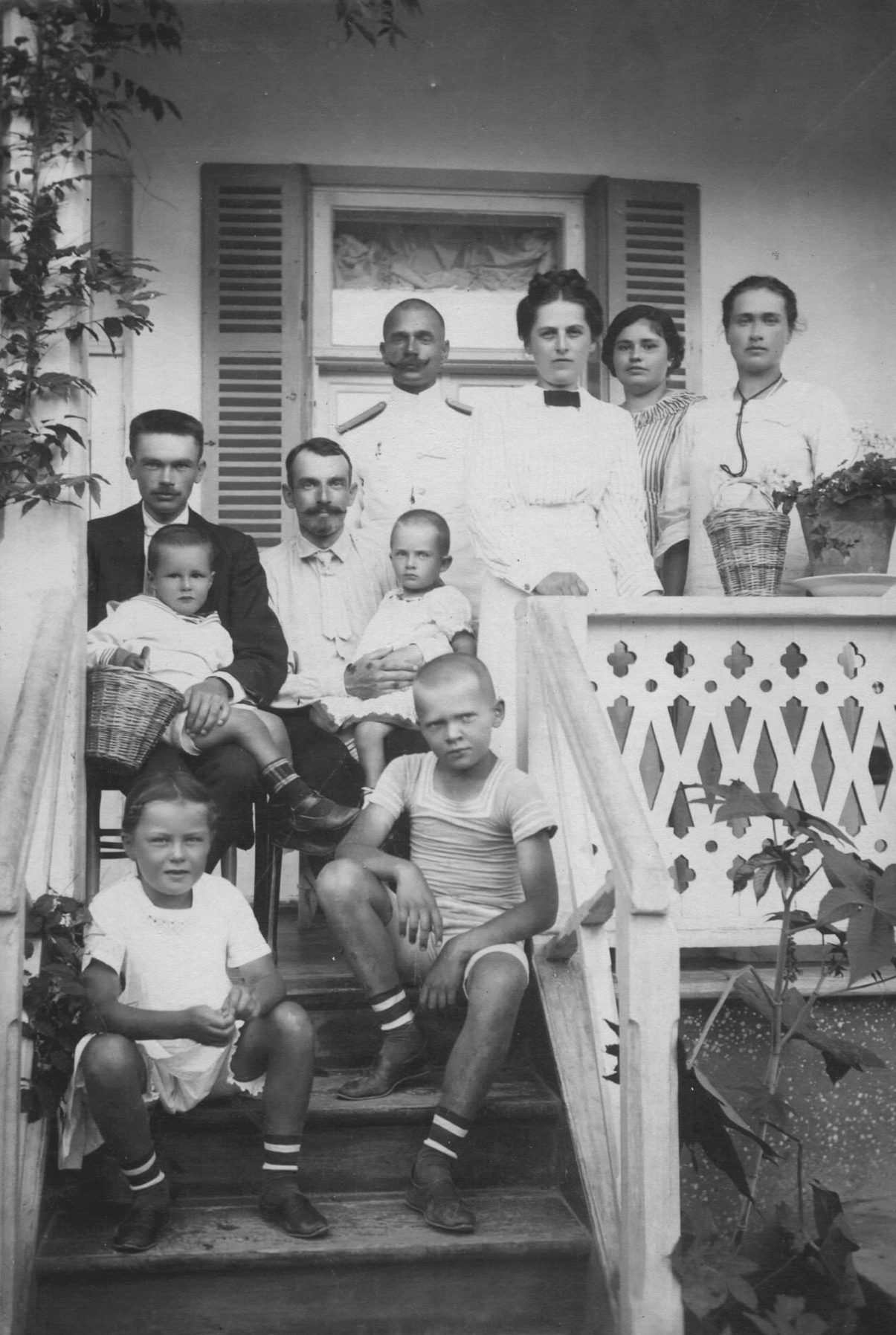
Сидят на стульях: Александр Богомолец (слева) с сыном Олегом, Вадим Богомолец с дочерью Ниной. Верхний ряд: первая справа — София Богомолец, рядом с ней её сестра Ольга.
Ок. 1913 года.

Вадим Михайлович Богомолец был двоюродным братом академика Александра Александровича Богомольца (1881—1946).
Кузены Богомольцы были женаты на родных сестрах: Вадим — на Софии Георгиевне Тихоцкой (1878—1947), Александр — на её младшей сестре Ольге (1891—1956). Обе сестры были внучками генерала Сергея Георгиевича Тихоцкого (1807—1872) — участника Крымской войны (1853—1856), директора Полтавского Петровского кадетского корпуса, а также племянницами по матери известного российского скульптора Владимира Александровича Беклемишева (1861—1919).
Между семьями Вадима и Александра Богомольцев существовала прочная и искренняя дружба. Однако, поддерживали ли обе семьи общение между собой после 1917 года — неизвестно.
Младшая сестра Вадима Богомольца — Наталья Михайловна Богомолец-Лазурская (1880—1958) играла в театре Садовского на одной сцене с выдающейся украинской актрисой Марией Заньковецкой, была её лучшей подругой. Замуж вышла за филолога и литературоведа Владимира Лазурского (1869—1947) — брата известного российского психолога Александра Лазурского (1874—1917).
После смерти Марии Заньковецкой Наталья Михайловна написала книгу воспоминаний о ней.
У супругов Вадима и Софии Богомольцев была единственная дочь Нина (1911—?). Её дальнейшая судьба не известна.